# دیوید لری
دیوید لری (انگلیسی: David Lary؛ زاده ۷ دسامبر ۱۹۶۵) یک فیزیک‌دان در زمینه فیزیک، شیمی، رایانش، و سنجش از دور اهل انگلستان and ایالات متحده آمریکا است.